# Periklīs Pierrakos-Mauromichalīs
Periklīs Pierrakos-Mauromichalīs (in greco Περικλής Πιερράκος Μαυρομιχάλης?; 1863 – 1938) è stato uno schermidore greco.
Partecipò alle gare di scherma delle prime Olimpiadi moderne che si svolsero ad Atene nel 1896, nel fioretto, vincendo la medaglia di bronzo.